# Sergi Llongueras
Sergi Llongueras (17 de julio de 1996) es un deportista español que compite en ciclismo en la modalidad de trials.
Ganó cuatro medallas en el Campeonato Mundial de Ciclismo Urbano, en los años 2018 y 2019, y una medalla de bronce en el Campeonato Europeo de Ciclismo de Montaña de 2019.

## Palmarés internacional
| Campeonato Mundial | Campeonato Mundial | Campeonato Mundial | Campeonato Mundial |
| Año                | Lugar              | Medalla            | Competición        |
| ------------------ | ------------------ | ------------------ | ------------------ |
| 2018               | Chengdu ( China)   | Medalla de oro     | Trials por equipos |
| 2018               | Chengdu ( China)   | Medalla de plata   | Trials 26″         |
| 2019               | Chengdu ( China)   | Medalla de oro     | Trials 26″         |
| 2019               | Chengdu ( China)   | Medalla de oro     | Trials por equipos |
| Campeonato Europeo |                    |                    |                    |
| Año                | Lugar              | Medalla            | Competición        |
| 2019               | Lucca ( Italia)    | Medalla de bronce  | Trials 26″         |